# The Revenant
The Revenant er en amerikansk western film fra 2015 instrueret af Alejandro G. Iñárritu. Skrevet af Iñárritu og Mark L. Smith, og delvist baseret på Michael Punkes The Revenant: A Novel of Revenge. I filmen medvirker blandt andet Leonardo DiCaprio, Tom Hardy, Will Poulter og Domhnall Gleeson.
Filmen foregår i 1823 i Montana og South Dakota, og er inspireret af pelsjægeren Hugh Glass' oplevelser samt Leavenworth-ekspeditionens angreb på to arikara-byer dette år. Den opnåede 3 Oscars, blandt andet for bedste instruktion og til Leonardo DiCaprio, for bedste mandlige hovedrolle.

## Handling
Dybt inde i den amerikanske vildmark bliver jægeren Hugh Glass (Leonardo DiCaprio) dødeligt såret og efterladt til at dø af et forræderisk medlem af hans team, John Fitzgerald (Tom Hardy). Med viljestyrke som hans eneste våben må Glass navigere gennem fjendtlige omgivelser, en brutal vinter og krigsførende stammer, bl.a. arikaraerne, i et nådesløst forsøg på at overleve og få hævn over Fitzgerald.

## Medvirkende
- Leonardo DiCaprio som Hugh Glass
- Tom Hardy som John Fitzgerald
- Domhnall Gleeson som Captain Andrew Henry
- Will Poulter som Jim Bridger
- Forrest Goodluck som Hawk
- Grace Dove som Hugh Glass' kone
- Paul Anderson som Anderson
- Brendan Fletcher som Fryman
- Kristoffer Joner som Murphy
- Melaw Nakehk'o som Powaqa
- Duane Howard som Elk Dog
- Brad Carter som Johnnie
- Lukas Haas som Jones
- Tyson Wood som Weston